# ウィラメット川の流路
本稿ではウィラメット川（英語: Willamette River）の流路について解説する。ウィラメット川はアメリカ合衆国オレゴン州内を流れる、全長301キロメートル (187 mi)におよぶコロンビア川の支流である。ユージーンとスプリングフィールドからなる双子都市の南東から南へと広がる山地に、ウィラメット川上流域で合流する支流は源頭を有する。本流はスプリングフィールド近郊のミドル・フォーク・ウィラメット川とコースト・フォーク・ウィラメット川との合流点から始まり、北へ向かってコロンビア川との合流点まで蛇行していく。流路が北方向から大きく向きを変える場所が2か所あり、まずニューバーグ付近で大きく東へ曲がり、そこから約29キロメートル (18 mi)流下した地点で再び北向きに戻る。合流点付近で川は２つの流路に分かれ、ソーヴィー島の周りを流れ下る。ウィラメット川本流は、コロンビア川の太平洋へ流れ出る河口から162.5キロメートル (101 mi)の地点で合流する。より川幅の狭いマルトノマ川は、その下流23.3キロメートル (14.5 mi)のコロンビア郡のセントヘレンズの傍でコロンビア川に合流する。
ウィラメット川の本流沿いに位置する都市としては、レーン郡のスプリングフィールドとユージーン、リン郡のハリスバーグ、ベントン郡のコーバリス、リン郡とベントン郡にまたがるオールバニ、ポーク郡のインディペンデンス、マリオン郡とポーク郡にまたがるセイラム、マリオン郡のカイザー、ヤムヒル郡のニューバーグ、クラカマス郡に属するオレゴン・シティとウェスト・リン、ミルウォーキー、レイク・オスウィーゴ（後者の２都市は一部がマルトノマ郡にかかる）、マルトノマ郡のポートランド等が挙げられる（ポートランドの一部はワシントン郡に含まれるが、同郡はウィラメット川の河辺に位置しない)。主要な支流としてはマッケンジー川やロングトム川、マリーズ川、カラプーア川、サンティアム川、ルキアミュート川、ヤムヒル川、モララ川、テュアラティン川、クラカマス川などが存在する。
標高134メートル (438 ft)の起点から終点までの高度差は130メートル (428 ft)あり、川は 1 キロメートル当たり 0.43 メートルの割合で下っていく。起点からオールバニまでの勾配は、オールバニからオレゴン・シティ間よりもわずかに急である。オレゴン・シティの位置にあるウィラメット滝で、川は約12メートル (40 ft)流れ落ちる。ここより下流では勾配は極めて緩やかとなり、コロンビア川を通じて太平洋からの潮汐の影響を受ける。ウィラメット川本流の川幅はおおむね100 - 200メートル (330 - 660 ft)を維持する。

## 起点まで

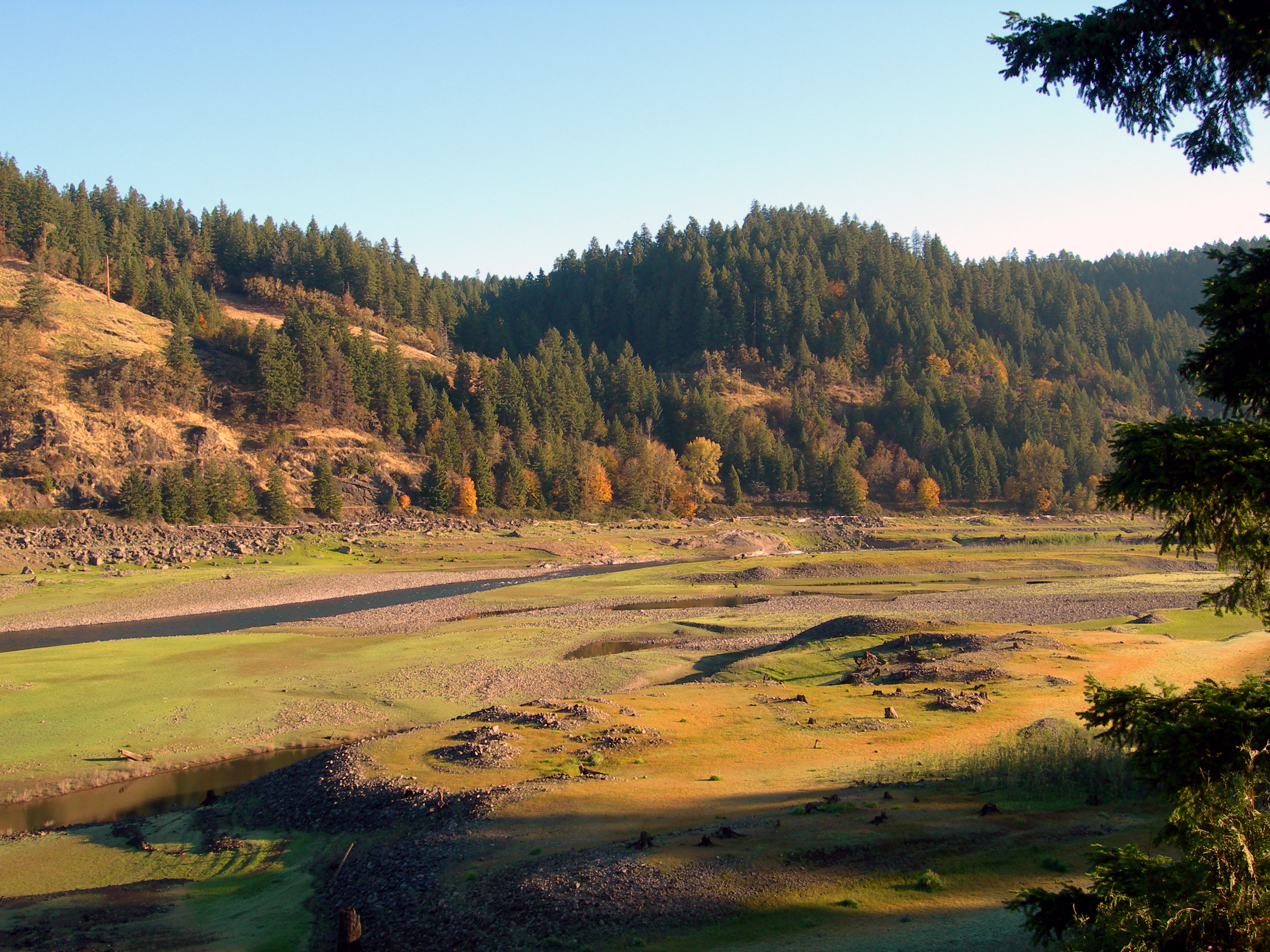
ミドル・フォーク・ウィラメット川

ミドル・フォーク・ウィラメット川（以下、ミドル・フォーク川）とその支流であるノース・フォーク・ミドル・フォーク・ウィラメット川（以下同）は、カスケード山脈のうち北側のスリー・シスターズ原生地域から南側のダイアモンド・ピーク原生地域までの間の西斜面を水源とする。ダグラス郡内に源頭を持つミドル・フォーク川は、レーン郡のオークリッジの北西でノース・フォーク川と合流し、山地の中を北西に流れ下りウィラメットバレーの南端に辿りつく。もう片方のコースト・フォーク・ウィラメット川（以下同）は、カッテージ・グローブの南に広がるカラプーヤ山地の一部とオレゴン海岸山脈の東斜面の一部を水源とし、ダグラス郡内の源頭から北へ流れユージーンの南東5キロメートル (3 mi)の地点でミドル・フォーク川と合流する。ウィラメット川本流の起点における標高は134メートル (438 ft)である。

## ユージーン＝スプリングフィールドからオールバニまで
ウィラメット川の起点である、ミドル・フォーク川とコースト・フォーク川の合流点には、右岸にドリス・ランチ歴史体験農園が、左岸にはフランクリン大通りが通っている。州間高速道路5号線は州道99号線と重複して、フランクリン大通りのすぐ西側を走っている。起点から3キロメートル (2 mi)の間、川は北へ向けて流れる。右岸側のウィラメット・ハイツ・パークを通り過ぎたあたりから、川はスプリングフィールド市域に入る。流れはまずサザン・パシフィック鉄道の橋の下を通り、次に州道126号通勤別線をくぐる。この橋を挟むように、ミルレース公園が上流側に、アイランド公園が下流側に右岸で並んでいる。左岸には非法人地域のグレンウッドがある。
終点から 298キロメートル (185 mi) の地点で川は急角度で西へ向きをかえ、右岸側に延びるスプリングフィールドのウェスト・D・ストリート・グリーンウェイと沿うように流れる。州間高速道路5号線と交差する直前で流れの向きを北西に変えると、ユージーンの市街地へと入っていく。州間高速道路を超えた先の右岸にオールトン・ベイカー公園があり、左岸には州道126号通勤別線と重複する州道99号線が走っている。この区間において、ウィラメット川はニッカーボッカー自転車橋にデイヴ・アンド・リン・フローンマイヤー歩行者自転車橋（以前の名称は「オーツェン自転車橋」）、ピーター・デファツィオ橋とくぐりぬけ、コバーグ・ロードが通るフェリー・ストリート橋に至る。その後、川は左岸にスキナー・ビュートを望みながら流れ、州間高速道路105号の下をくぐる。北に向きを変えて、川は左岸のウェスト・バンク公園と右岸のイースト・バンク公園の間を通りぬけ、グリーンウェイ自転車橋とオウォッソー自転車橋の下をくぐり、州道569号線（ベルトライン・ハイウェイ）を通過したところでユージーンを出る。ハイウェイのすぐ下流で右岸からデッドリック・スラウとドッドソン・スラウが合流する。次にコンフルエンス島の周りを流れ、ユージーンの北東から終点より282キロメートル (175 mi)の地点でマッケンジー川が合流する
北に蛇行しながら、6キロメートル (4 mi)下流で左からスプリング川が合流する。その後マーシャル島の周囲を流れ下り、終点から269 キロメートル（167 マイル）の地点でリン郡へたどり着く。そこから約11キロメートル (7 mi)に渡って、川は左岸のレーン郡と右岸のリン郡との境界をなす。終点から約262キロメートル (163 mi)地点で右側からカーティス・スロウが合流し、そのすぐそばで、サザン・パシフィック鉄道とBNSF鉄道の鉄道橋をくぐる。川は終点から 259 キロメートル（161 マイル）地点の右岸にハリスバーグが広がる場所で州道99E号線と交差する。アメリカ地質調査所 (USGS) の流量計が、この橋の下流側の右岸に設置されている

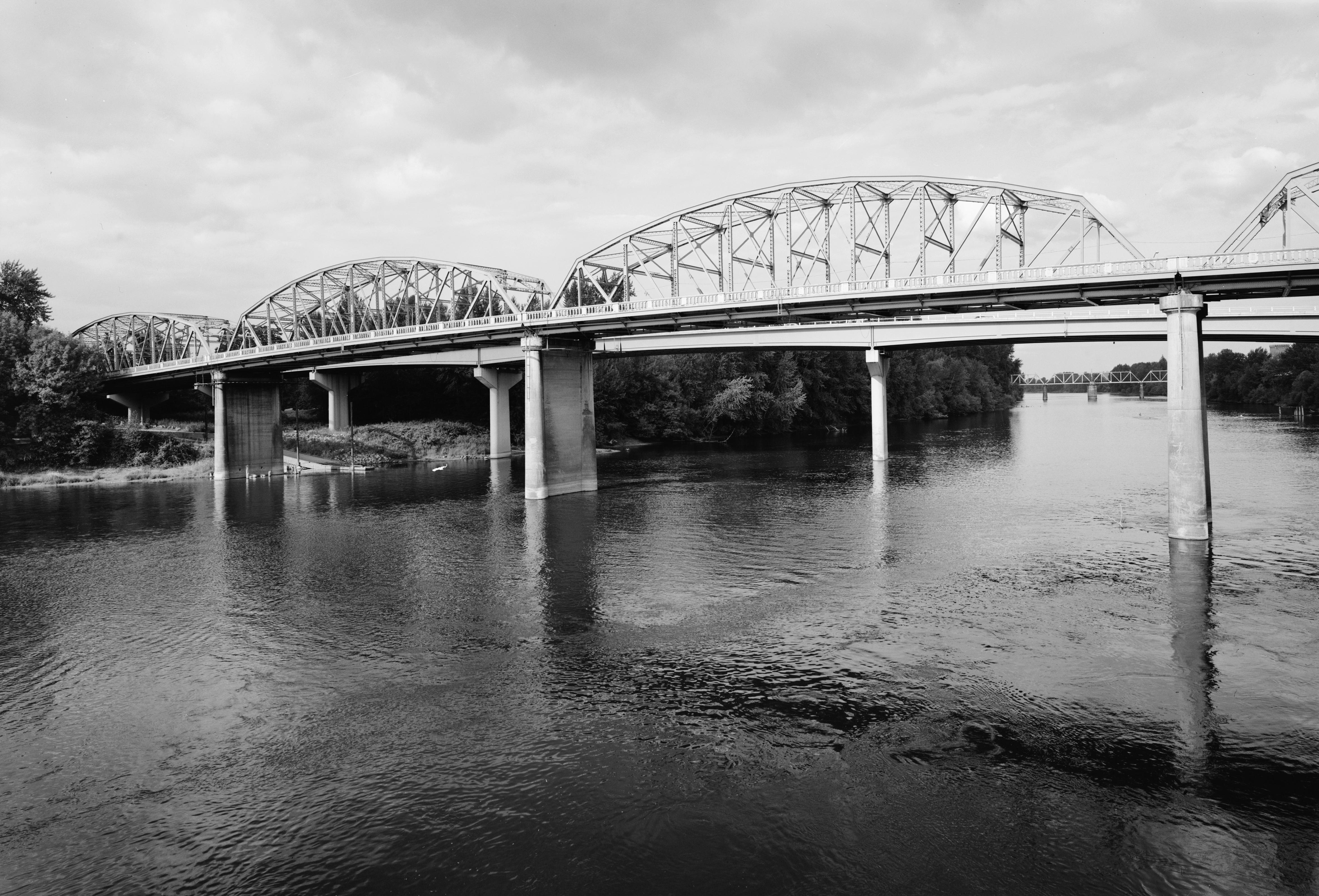
オールバニにあるエルズワース・ストリート橋の下を流れるウィラメット川

終点から260キロメートル (160 mi)地点で、ウィラメット川はレーン郡とリン郡の郡境ではなくなり、そこからわずか1.6キロメートル (1 mi) だけリン郡内を下って、右岸がリン郡、左岸がベントン郡となる。終点から251キロメートル (156 mi)地点において、マッカートニー郡立公園が中州に設けられており、その3.2キロメートル (2 mi)下流のイングラム島の北端でイングラム・スラウが合流する。この合流点から少し下った左岸にアンダーソン郡立公園がある。川はアイリッシュ・ベンドの周りを、アイリッシュ・ベンド郡立公園を左岸に見ながらぐるりと左に曲がり、それからすぐに終点より240キロメートル (149 mi)にあるノーウッド島付近でロング・トム川が左岸から合流する。サム・ドウズ・ベンドの付近を蛇行しながら、川はホアカム島を回り込むために二手に分かれる。本流側はスナッグ・ボート・ベンドに沿ってカーブし、右岸にあるピオリアで支流と合流する。合流点の右岸はピオリア郡立公園が設けられている
ピオリアの下流の、終点から約230キロメートル (140 mi)の地点より川は複数の水路に分かれる。マクビー島やベイカー島、ベア島、ジョン・スミス島、センチネル島、ホースシュー島、カイガー島、スタールブッシュ島、フィッシャ島などの周囲を巡るように流れ、およそ11キロメートル (7 mi)下ったコーバリス近郊で合流する。この区間では、東端の水路にマディ・クリーク川が合流し、本流のコーバリス市内の左岸にはウィラメット公園やクリスタル・レイク運動広場、ケンダル自然地域がある。終点から212キロメートル (132 mi)にあるパイオニア・ボート・ベイスン市立公園の位置で、左岸からメアリーズ川が合流する。コーバリス市街では州道34号線バイパスが通るコーバリス・バイパス橋が架かっており、その下流には左岸側にカーミット・E・ロス市立公園、右岸側にアラン・B・バーグ市立公園が広がる。州道34号線の東行き車線が通るヴァン・ビューレン・ストリート橋と、西行き用のハリソン・ストリート橋をくぐったあと、国道20号線が左岸の堤防上をオールバニまで並走する。
コーバリスの下流、終点から204キロメートル (127 mi)地点にあるハーフ・ムーン・ベンドで、デッド川が右岸側から合流する。その4.8キロメートル (3 mi)ほど下流で、カイガー・カットオフという名の水路が分岐し、ローワー・カイガー島を形作っている。島を過ぎると、終点から198キロメートル (123 mi)地点で右岸側にバウワーズ・ロック州立公園が広がり、左岸からバウワーズ・スラウが、右岸からリトル・ウィラメット川が合流する。州立公園の対岸には、小規模なハイアック郡立公園がある。川がオールバニに達すると、終点から190キロメートル (120 mi)地点で右岸からカラプーア川が合流する。ブライアント公園が右岸にあり、合流点のすぐ下流にUSGSの水量計が設けられている。その傍にエルズワース・ストリート橋とライオン・ストリート橋が並び、それぞれ国道20号線の東行と西行きが通っている。川の勾配はオールバニからオレゴン・シティまでの区間よりもその上流域の方がわずかに大きい。

## オールバニからオレゴン・シティまで

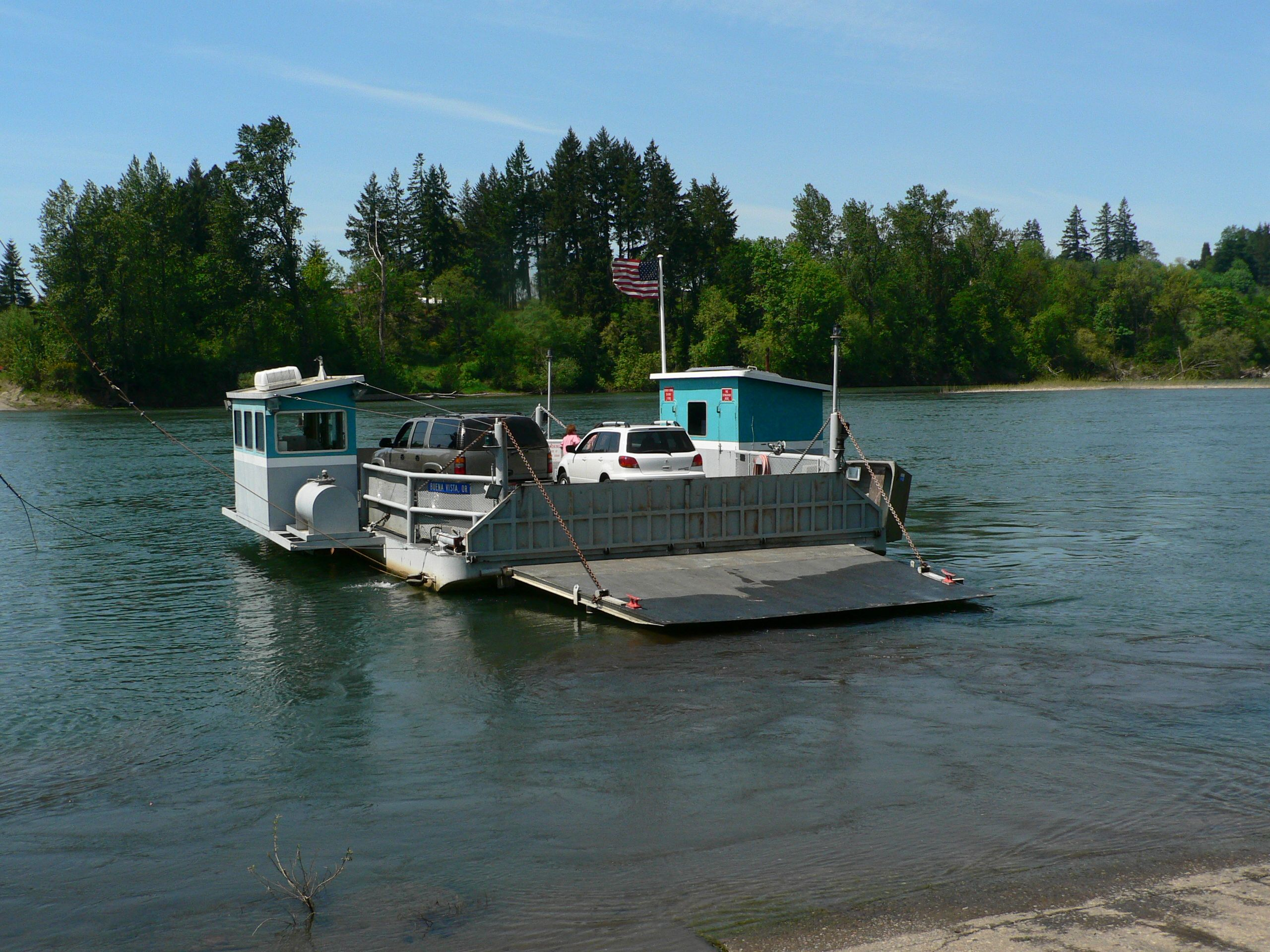
ブエナ・ヴィスタ・フェリー

オールバニの市域で川は東へと流れ、ユニオン・パシフィック鉄道の橋をくぐる。市街を抜けると川は北に向きを変え、右岸側に工業用ため池として使われている4つの湖があり、それぞれ上流側からファースト、セカンド、サード、フォースと名付けられている。終点から182キロメートル (113 mi)地点には右岸側にウィルソン湖があり、そのおよそ4.0キロメートル (2.5 mi)下流で、川はベントン郡を出て右岸側のリン郡と左岸側のポーク郡との境界となる。そこからだいたい2.4キロメートル (1.5 mi)下ったところで、右岸側はリン郡からマリオン郡に変わる。終点から174キロメートル (108 mi)地点で、右岸からサンティアム川が合流し、そのわずかに下流で左岸側からルキアミュート川が流れ込む。さらに3キロメートル (2 mi)ほど下ると、川の左岸にブエナ・ヴィスタ郡立公園と非法人地域であるブエナ・ヴィスタがあり、そこではポーク郡とマリオン郡の間で車両を運搬可能なブエナ・ヴィスタ・フェリーが運航されている。その下流で川はウェルズ島の周りを流れ、終点から167キロメートル (104 mi)地点で右岸からロック川が合流する。続く区間を通じて、右岸にはアンケニー国立自然保護区が広がる。タイソン島とマーフィー・バーの横を流れ、川はインディペンデンスのリバー・ロード・サウスが通る橋をくぐる。そこは終点からおよそ154キロメートル (96 mi)地点に当たり、左岸にはリバービュー公園がある。インディペンデンス市街を流れてきたアッシュ川が左岸から流れ込む。
インディペンデンスのおよそ8.0キロメートル (5 mi)下流で、右岸からフラー川が合流する。さらに1.6キロメートル (1 mi)ほど下ると、右岸にダブズ砂州、左岸にヘイデン島が現れ、左岸からリッカーオール川が合流する。その後しばらく、左岸を州道22号線とユニオン・パシフィック鉄道が並走する。左岸にはホルトン州立ウェイサイド公園が、右岸にはミント＝ブラウン・アイランド公園が存在する。終点から137 km 地点で、川は右岸側のセイラム中心街と左岸側のウェスト・セイラム地区との間を流れる。すぐ下流に両岸を結ぶセンター・ストリート橋とマリオン・ストリート橋が架かり、その傍の右岸に USGS の水量計が設置されている。右岸からミル川が合流する対岸には、ウォレス・マリーン公園がある。その後、セイラムの市内を出るまで、右岸はリバーロード都市公園とリバーエッジ公園となっている。セイラムの北で、川はカイザーを右岸に臨みながら通過し、終点から約127.9キロメートル (79.5 mi)の地点で左岸側からグレン川が合流する。合流点の右岸側にはカイザー・ラピッズ公園が広がり、そのやや下流の左岸側にダロウ・ロックスがある。続く区間では、州道221号線が左岸側をほぼ並行して走る。。
川はスポングス・ランディング郡立公園に到達した後、スポングス砂州やリンカーン砂州、そしてウィンザー島の脇を流れ、終点から約121キロメートル (75 mi)地点で左岸からスプリング・バレー川が合流する。その少し下流の左岸からキング川が合流する地点から、川は右岸側のマリオン郡と左岸側のヤムヒル郡との境界となる。ここの右岸にはウィラメット・ミッション州立公園がある。ビーバー島を右手に流れていくと、川はウィートランド道路の一環として車両を運送するウィートランド・フェリーの渡し場にたどり着く。その後、川はウィートランド砂州やアッパー・マーティン砂州、ロウワー・マーティン砂州、マセニー砂州、エルドリッジ砂州を通り過ぎ、終点から111キロメートル (69 mi)地点で右岸からエルドリッチ川が合流する。スナギー・ベント砂州やアリソン砂州、フェアフィールド砂州、デューク砂州などを通り過ぎ、ランバート砂州のところで左岸からランバート側が合流する。川はファイブ島の周囲を流れ、ファイブ島砂州やコーヒー砂州、ウェストン砂州、キャンディアニ砂州、ミッション砂州を通り過ぎて、終点より89キロメートル (55 mi)地点で左岸側からヤムヒル川が流れ込んでくる。そこから約3.2キロメートル (2 mi)下流で、左岸からチェハレム川が合流し、その後川は右岸からハイ・ウォーター川が流れ込む付近で、アッシュ島の周囲を流れ下っていく。この島の下流の終点から80キロメートル (50 mi)地点で、左岸にニューバーグの街が広がる。

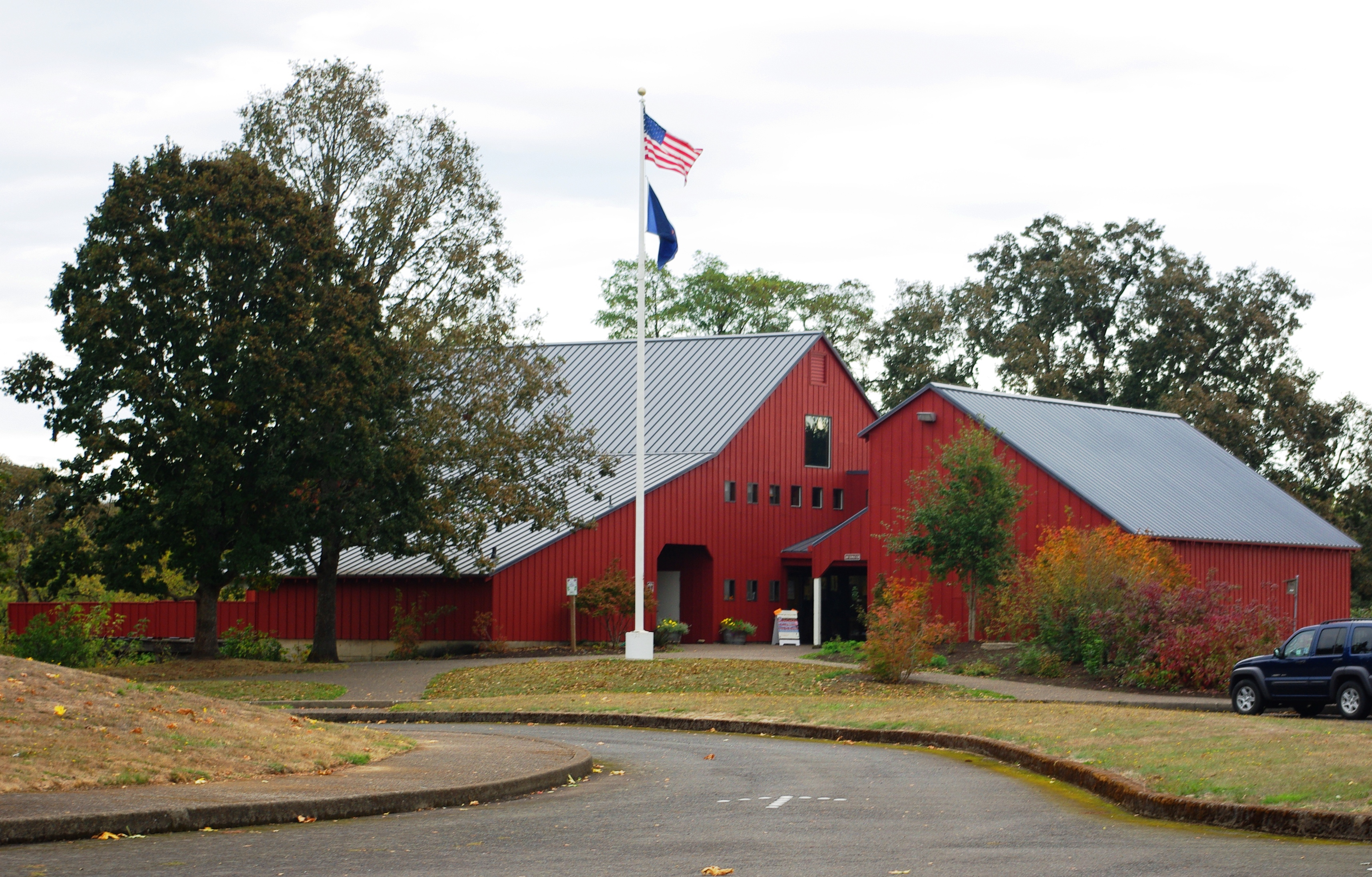
チャンポエグ州立公園のビジターセンター

ニューバーグに至るまで川はおおむね北上してきたが、ここから鋭く東へとカーブを切る。およそ3.2キロメートル (2 mi) 下流で、川はパイプラインと州道219号線の下をくぐる。左岸からスプリング川が合流するあたりから、左岸にウィラメット・グリーンウェイの一部が現れ、右岸側にはチャンポエグ州立公園が広がる。終点から72キロメートル (45 mi)地点で右岸からチャンポエグ川が流れ込み、その1.6キロメートル (1 mi)ほど下流で右岸からライアン川が合流する。その後、右岸にある非法人地域のバトヴィルのわずか手前で、川の左岸側がヤムヒル郡からクラカマス郡に変わる。チャンポエグからウィルソンビルまでの間、ウィルソンビル道路が左岸側をほぼ平行に走り、バトヴィルからウィルソンビルまでの右岸をバトヴィル道路が川沿いを進む。バトヴィルの1.6キロメートル (1 mi)ほど下流で、川は両岸ともクラカマス郡となる。終点から64キロメートル (40 mi)地点で左岸からコーラル川が合流し、その後左岸側に広がるウィルソンビルにたどり着く。。
川はその後州間高速道路5号線 (I-5) が通るブーン橋を潜り、その1.6キロメートル (1 mi)下流で左岸からボークマン川が流れ込む。終点から58キロメートル (36 mi)地点で、左岸からニューランド川が、右岸からモララ川が合流し、その右岸側にモララ川州立公園が広がる。約3.2キロメートル (2 mi)下ったところで、川はキャンビー・フェリーの渡し場にたどり着く。このフェリーは右岸のキャンビーと左岸のスタッフォードを結んでいる。その後、川はウォルナット・エディやフィッシュ・エディといった早瀬を通り過ぎ、終点からおよそ52.3キロメートル (32.5 mi)地点で再び急角度で流れを北へ戻す。フィッシュ・エディからオレゴン・シティまでの間、ユニオン・パシフィック鉄道が右岸の堤防上を並走する。また、フィッシュ・エディからグラッドストーンまで、州道99E号線も右岸堤を通る。フィッシュ・エディを過ぎると、川はウィロウ島とニュー・エラ砂州を通り、セヴシク池の近くで右岸からビーバー川が合流する。そこから川はロック島を中心とした中州群（ウィラメット・ナローズ）を通り過ぎ、終点からおよそ45キロメートル (28 mi)地点で左岸からテュアラティン川が合流する。ここの左岸はウェスト・リンの郊外に面している。ウェスト・リンからオレゴン・シティにかけて、I-205 と ウィラメット・フォールズ・ドライブが左岸を並走している。1.6キロメートル (1 mi)ほど下流で、右岸にオレゴン・シティの地区の一つであるカナマーが広がり、タナー川が左岸から流れ込んでくるとともに、川はウィラメット滝へと近づいていく。
。

## オレゴン・シティからコロンビア川まで
川はアベルネシ島とムーアズ島、そして USGS の水量計のそばを通り過ぎて、滝を12メートル (40 ft) 流れ落ちる。滝は左岸側のウェスト・リンと右岸側のオレゴン・シティの市街に挟まれて存在する。滝を越えると、川は州道43号線の通るオレゴン・シティ橋とその1.6キロメートル (1 mi)下流でI-205が通るアベルネシ橋の下を抜ける。終点から約40キロメートル (25 mi)地点で、右岸からクラカマス川が合流し、そこにはクラカメッテ公園が広がる。対岸側にはゴート島がある。この島をめぐる二つの水路のうち左側にはクラカマス急流がある。右手側の水路は右岸にグラッドストーンを望む。そこからだいたい2.4キロメートル (1.5 mi)下ると、左岸にマリー・S・ヤング州立保養地があり、それからシーダー等を通り過ぎる。次に川はホグ島を過ぎ、その左岸側にはメリルハースト大学のキャンパスが広がる。レイク・オスウィーゴの市街に到達すると、左岸からオスウィーゴ湖を源頭とするオスウィーゴ川が合流する。このレイク・ロスウィーゴからポートランドのロス・アイランド橋まで、州道43号線が左岸をほぼ並走する。終点からおよそ32キロメートル (20 mi)地点で、左岸からトライオン川が合流し、その対岸には非法人地域のオーク・グローヴがある。次にサザン・パシフィック鉄道の支線が通るレイク・オスウィーゴ鉄道橋を潜り、続いて非法人地域のダンソープを左に望みながら、エルク・ロック島の周囲を流れる。ダンソープからポートランドのセルウッドの間、川は左岸側のマルトノマ郡と右岸側のクラカマス郡の境となる。終点からほぼ29キロメートル (18 mi)となるミルウォーキーでは、右岸からケロッグ川とジョンソン川が合流する。。

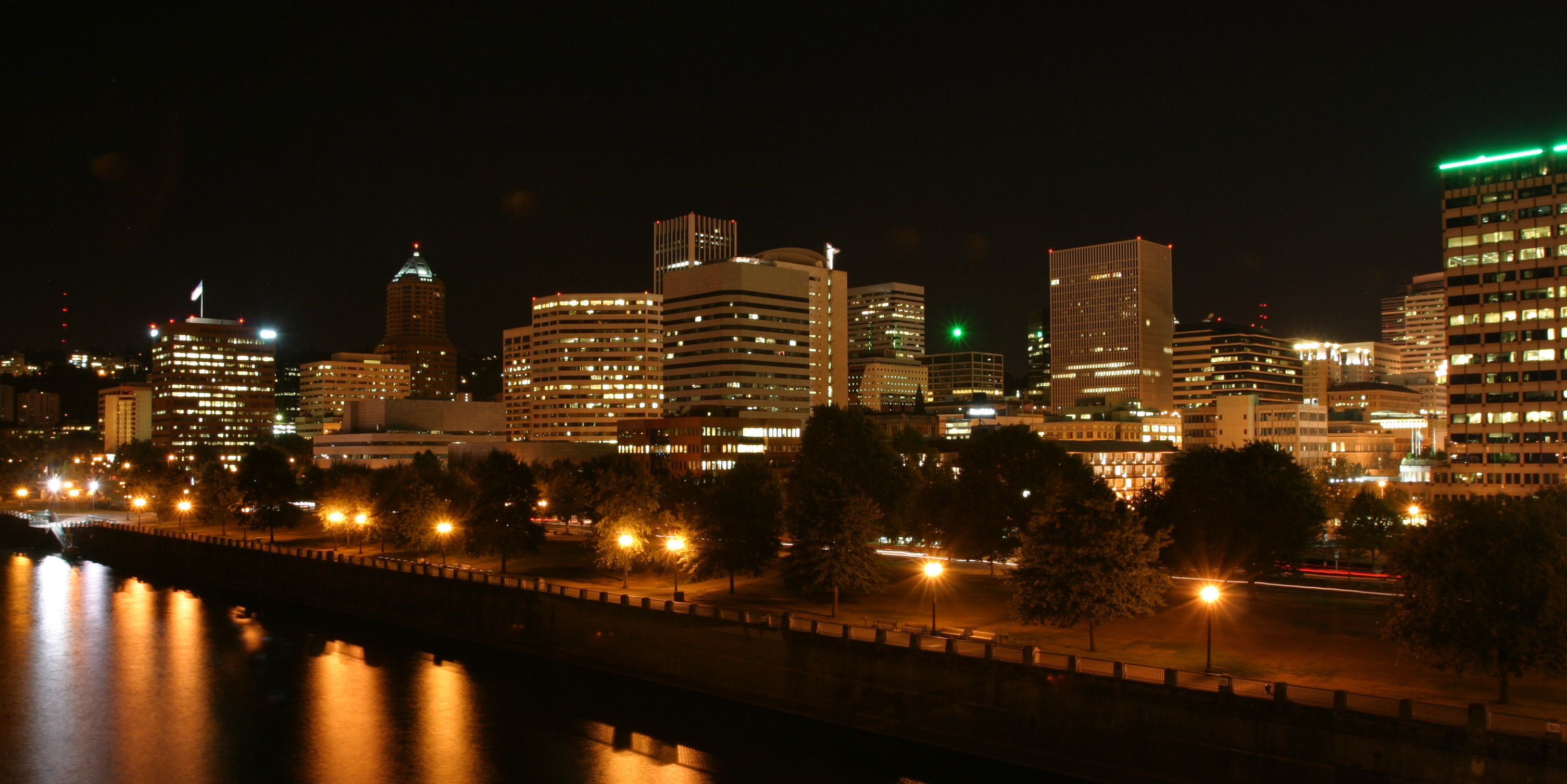
トム・マッコール・ウォーターフロント公園の夜景

ミルウォーキーを過ぎると、川はポートランドの右岸側のセルウッド地区と対岸のリバー・ビュー・セメタリー地区の間を流れていき、サウスイースト・タコマ通りが通るセルウッド橋をくぐる。続く区間では、右岸にセルウッド・リバーフロント公園やオークス・アミューズメント・パーク、オークス・ボトム自然保護区が並び、左岸にはウィラメット公園が広がる。この区間では、左岸からスティーブンス川が合流する。遊歩道と自転車道からなるスプリングウォーター回廊の南北区間が、セルウッドからポートランド中心部のホーソーン橋まで川の右岸堤を並走している。終点からおよそ24キロメートル (15 mi)地点で、川はイースト島やハードタック島、トー島、ロス島を通り過ぎ、国道26号線が走るロス・アイランド橋を抜ける。ロス島からマルクラム橋まで、I-5が川の右岸を並走し、右岸側ではおおむね同じ区間を州道99E号線（サウスイースト・マクローリン通り）が走る。約0.80キロメートル (0.5 mi)下流の右岸側にオレゴン科学産業博物館 (OMSI) が建っており、その傍にマルクラム橋が架かっている。OMSI とホーソーン橋の間の右岸にはオードリー・マッコール・ビーチが設けられている。続くポートランドのダウンタウン区間ではホーソーン橋やモリソン橋、バーンサイド橋、スティール橋、ブロードウェイ橋を次々とくぐっていく。スティール橋には車道と歩道に加え、ユニオン・パシフィック鉄道とMAXライトレールが通っている。マルクラム橋とスティール橋の間には、左岸にトム・マッコール・ウォーターフロント公園が広がる。ホーソーン橋とスティール橋の間は、右岸にイーストバンク・エスプラネードがあり、I-5 が並走する。
ブロードウェイ橋の下流には、州間高速道路405号線と国道30号線が通るフレモント橋が架かる。この橋とソーヴィー島の間では、国道30号線が左岸とトゥアラティン山脈（ウェスト丘陵）にある森林公園の間を、川とおおむね並走するように通っている。終点から約16キロメートル (10 mi)地点では、右岸にスワン島とポートランド港の港湾施設が広がり、左岸からはバルチ川が流れ込む。スワン島の近くには、右岸近くの崖上にポートランド大学のキャンパスが広がる。その下流で左岸からサルツマン川とドエイン川が流れ込み、下流から11キロメートル (7 mi)地点でBNSF鉄道橋5.1の下を抜ける。左岸に設けられた USGS の水位計を通り過ぎた後、国道30号線バイパスが通るセント・ジョーンズ橋をくぐる。ここは左岸側がポートランドのリントン地区、右岸がセント・ジョーンズ地区である。終点から3.5マイル (5.6 km)地点で、川はソーヴィー島をめぐる二つの水路に分かれる。この川の最後の区間では、本流が左岸のソーヴィー島と右岸の港湾・工業地帯の狭間を北へ流れる。終点からおよそ1.6キロメートル (1 mi)地点で、右岸からコロンビア・スラウが合流する。ウィラメット川はコロンビア川に、その河口から約163キロメートル (101 mi)地点で合流して終わる。合流点の右岸側にはケリー・ポイント公園がある。合流点の標高は約3.0メートル (10 ft)である。ウィラメット川ではウィラメット滝までの区間が、コロンビア川を通じて太平洋の潮汐の影響を受ける。流路の全域を通じて、本流の幅は330 - 660フィート (100 - 200 m)を維持する。

## ムルトノマ川

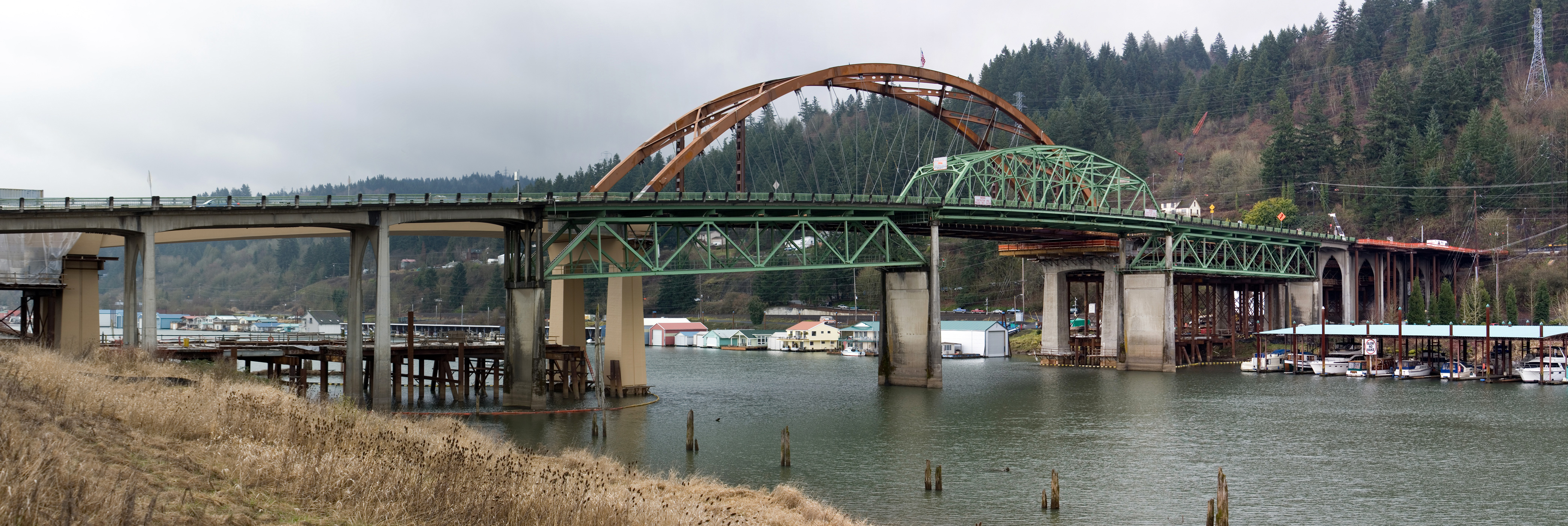
新旧ソーヴィー・アイランド橋。2008年撮影

ムルトノマ川はソーヴィー島の西側をめぐるウィラメット川の支流である。本流から分岐して最初は北西に流れ、途中で北へ向きを転じて34.6キロメートル (21.5 mi)流れたところで、オレゴン州コロンビア郡セント・ヘレンズ近郊でコロンビア川に合流する。分岐点から終点よりおよそ20.1キロメートル (12.5 mi)地点のムルトノマ郡とコロンビア郡の境界までの間、川の左岸沿いに国道30号線とBNSF鉄道の線路が並走する。
本流からの分岐より0.80キロメートル (0.5 mi)地点で、左岸からミラー川が合流し、そのすぐ下流にノースウェスト・サーヴィー・アイランド道路が走るソーヴィー・アイランド橋が架かっている。橋の下流で左岸からエニス川が流れ込み、次に終点から29キロメートル (18 mi)地点で、左岸よりマッカーシー川が合流する。続けてジョーンズ川、ジョイ川が左岸から流れ込み、川はマルトノマ郡を離れコロンビア郡に入る。終点から約8マイル (13 km)地点にクーン島がある。そのすぐ下流でクレーンズ湖から流れ出るクレーン・スラウが、そしてスタージョン湖を水源とするギルバート川が島側から流入する。その後、左岸からジャクソン川、右岸からカニンガム・スラウが流れ込む。ラウス島の横を流れたあと、左岸からスキャプーゼ湾からの流れが合流する。セント・ヘレンズは川がコロンビア川に合流する左岸側にある。合流点は太平洋からおよそ139.2キロメートル (86.5 mi)地点となる。

## 流量
全米を通じてその流量が多い順から19位であるウィラメット川は、コロンビア川の総流量の12～15パーセントを占める。ウィラメット川の終点における平均流量は920立方メートル毎秒 (32,400 cu ft/s)だが、少雨が続く8月の230立方メートル毎秒 (8,200 cu ft/s)から12月の2,200立方メートル毎秒 (79,000 cu ft/s)と年較差は大きい。 アメリカ地質調査所 (USGS) は本流沿いのハリスバーグとオールバニ、セイラム、ポートランドの4か所で流量計を設置している。設置が最も古いオールバニでは、1880年代から流量データが記録され続けている。
終点から259キロメートル (161 mi)地点にあるハリスバーグの水位計において、1945年から2009年までの65年間の平均流量は329立方メートル毎秒 (11,630 cu ft/s)である。川の流量は上流域にある8つのダムによって調整が行われており、また灌漑目的の取水も水位に影響を及ぼす。1945年以降に記録された最大流量は、1945年12月29日の5,947立方メートル毎秒 (210,000 cu ft/s)である。そして最小流量は1944年10月30日の56立方メートル毎秒 (1,990 cu ft/s)となっている。ハリスバーグの流量計より上流の流域面積は8,900平方キロメートル (3,420 sq mi)で、ウィラメット川全体の約30パーセントを占める。
1894年から2009年の115年間において、終点から192.01キロメートル (119.31 mi)地点となるオールバニのエルズワース・ストリート橋にある流量計で観測された平均流量は402立方メートル毎秒 (14,210 cu ft/s)であった。流量は上流域の9つのダムにより調整を受け、灌漑や水道、発電用の取水により影響を受けている。上記の期間に加え、1878年から1888年までの断片的データを含めた最大流量は、1881年1月14日の7,500立方メートル毎秒 (266,000 cu ft/s)であり、最小流量は1940年9月1日の52立方メートル毎秒 (1,840 cu ft/s)であった。この地点における流域面積は12,536平方キロメートル (4,840 sq mi)で、全体のおよそ43パーセントに当たる。上記期間外の特異な記録としては、1861年12月4日の9,600立方メートル毎秒 (340,000 cu ft/s)および1890年2月4日の291,000立方フィート毎秒 (8,200 m3/s)が挙げられる。
セイラムの流量計はダウンタウンのセンター・ストリート橋のたもとにあり、終点から135.44キロメートル (84.16 mi)である。ここでの1910年～1916年および1924年～2009年におよぶ93年間の平均流量は658立方メートル毎秒 (23,250 cu ft/s)である。上流域には12か所の貯水池があり、主に灌漑の影響を受けている。この地点における最大流量は1923年1月8日の9,854立方メートル毎秒 (348,000 cu ft/s)で、最小流量は1940年8月27日の70立方メートル毎秒 (2,470 cu ft/s)である。セイラムにおける流域面積は18,900平方キロメートル (7,280 sq mi)で、全体のおよそ63パーセントである。上記期間外の記録としては、洪水の痕跡やほかのデータから算出された、1861年12月4日の14,158立方メートル毎秒 (500,000 cu ft/s)がある。
ポートランドのモリソン橋付近にある水量計における、1972年から2009年までの平均流量は640立方メートル毎秒 (22,590 cu ft/s)である。この水量計のある終点から20.6キロメートル (12.8 mi)地点における流域面積は29,000平方キロメートル (11,200 sq mi)で、全体の97パーセントを占める。この期間中、川の流れは数多くのダムによる調整を受け、灌漑目的の取水と潮汐の影響をうけている。この観測点の最大流量は1996年2月9日の11,893立方メートル毎秒 (420,000 cu ft/s)で1996年の洪水の際に記録した。最小流量は1978年7月10日の4,200立方フィート毎秒 (120 m3/s)である。この流量計が設置される以前のおおむね110年間に得られた記録によれば、最大と見積もられているのは1861年大洪水の際で、1996年をはるかに上回る18,000立方メートル毎秒 (635,000 cu ft/s)である。1984年のポートランド洪水の際には10メートル (33 ft)、1948年のヴァンポート洪水では9.1メートル (30 ft)に川の水位が達している。逆に1996年の洪水におけるダウンタウン・ポートランドの水位は約8.5メートル (28 ft)であった。

### 書籍
- Bright, William（英語版） (2004) (英語). Native American Placenames of the United States. オクラホマ州ノーマン: オクラホマ大学出版（英語版）. ISBN 978-0-8061-3576-2. OCLC 53019644
- Loy, Willam G.; Allan, Stuart Allan; Buckley, Aileen R.; Meecham, James E. (2001) [1976]. Atlas of Oregon (2nd ed.). オレゴン州ユージーン: オレゴン州立大学出版. ISBN 978-0-87114-101-9. OCLC 228223337
- Williams, Travis (2009). The Willamette River Field Guide. オレゴン州ポートランド: Timber Press. ISBN 978-0-88192-866-2. OCLC 243601804
- Stanford, Jack A.; Gregory, Stanley V.; Hauer, Richard F.; Snyder, Eric B. (2005). “Chapter 13: Columbia River Basin”. In Benke, Arthur C.; Cushing, Colbert E.. Rivers of North America. マサチューセッツ州バーリントン（英語版）: エルゼビア. ISBN 978-0-12-088253-3. OCLC 59003378

### 地図
- Oregon Atlas & Gazetteer (Map) (1991 ed.). DeLorme Mapping. § 41–43, 47–48, 53, 59–60, 66. ISBN 0-89933-235-8.
- United States Geological Survey (USGS). United States Geological Survey Topographic Map, Eugene East, Coburg, Junction City, Harrisburg, Peoria, Riverside, Lewisburg, Albany, Monmouth, Salem West, Mission Bottom, Dayton, St. Paul, Newberg, Sherwood, Canby, Lake Oswego, Portland, Linnton, Sauvie Island, and Saint Helens quadrants (Map). TopoQuest. 2010年6月12日閲覧.
- The Eugene Springfield Bicycle Map and Resource Guide (PDF) (Map). City of Eugene. September 2008. 2010年5月28日時点のオリジナル (PDF)よりアーカイブ. 2010年6月14日閲覧.

### Webサイト
- “Facts About the Willamette River”.  ウィラメット・リバーキーパー（英語版）. 2016年10月31日時点のオリジナルよりアーカイブ。2016年11月16日閲覧。
- “Willamette River”. Geographic Names Information System.  アメリカ地質調査所 (1980年11月28日). 2010年6月25日閲覧。
- “National Water Information System: USGS 14211720 Willamette River at Portland”.   アメリカ地質調査所 (2008年). 2010年6月26日閲覧。
- Kammerer, J.C. (1990年5月). “Largest Rivers in the United States”.   United States Geological Survey. 2010年7月2日閲覧。
- “Water-Data Report 2009: 14174000 Willamette River at Albany, OR” (PDF).   United States Geological Survey. 2010年6月30日閲覧。
- “Water-Data Report 2009: 14166000 Willamette River at Harrisburg, OR” (PDF).   United States Geological Survey. 2010年6月30日閲覧。
- “Water-Data Report 2009: 14191000 Willamette River at Salem, OR” (PDF).   United States Geological Survey. 2010年6月30日閲覧。
- “Water-Data Report 2009: 14211720 Willamette River at Portland, OR” (PDF).   United States Geological Survey. 2010年6月30日閲覧。
- Allen, Cain (2004年). “The Great Flood of 1861”. Historical Records.   Oregon Historical Society. 2010年6月6日閲覧。
- “Willamette River Multi-Purpose Development in the 1930s”. Army Engineers and the Development of Oregon: A History of the Portland District U.S. Army Corps of Engineers.  アメリカ合衆国陸軍工兵隊. p. 107 (1983年). 2014年2月21日時点のオリジナルよりアーカイブ。2010年6月6日閲覧。
- Flores, Trudy (2002年). “Portland Flood, 1894”.   Oregon Historical Society. 2010年6月30日閲覧。
- McGregor, Michael (2003年). “The Vanport Flood and Racial Change”.   Oregon Historical Society. 2010年7月2日閲覧。